# The Jayhawks
The Jayhawks est un groupe de country alternative américain originaire de Minneapolis. Leur musique country rock a influencé beaucoup de groupes de la région pendant les années 1980 et 1990 comme Uncle Tupelo, The Gear Daddies et The Honeydogs. Le groupe a sorti plusieurs albums donc cinq avec le label American Recordings. Séparé de 2005 à 2009, le groupe s'est recomposé et a sorti l'album Mockinbird  Time en septembre 2011. Un nouvel album parait le 29 avril 2016 : Paging Mr. Proust.

## Discographie

### Albums
- The Jayhawks (1986)
- Blue Earth (1989)
- Hollywood Town Hall (1992)
- Tomorrow The Green Grass (1995)
- Sound of Lies (1997)
- Smile (2000)
- Rainy Day Music (2003)
- Mockingbird Time (2011)
- Paging Mr. Proust (2016)
- Back Roads And Abandoned Motels (2018)
- XOXO (2020)